# Christine Jasch
Christine Maria Jasch (* 7. November 1960 in Wien) ist eine österreichische Wirtschaftswissenschaftlerin, Umweltgutachterin und Buchautorin.

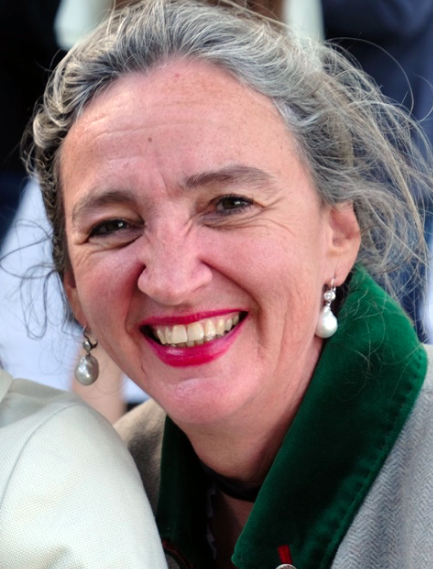
Christine Jasch

## Leben
Christine Jasch absolvierte ein neusprachliches Gymnasium in Wien, wo sie 1979 maturierte, um anschließend an der Universität Wien Volkswirtschaft sowie an der Universität für Bodenkultur Landwirtschaft zu studieren. 1984 beantragte sie ein Studium irregulare für Ökologische Ökonomie. Sie wurde 1989 zur Steuerberaterin und 1995 als EMAS-Umweltgutachter bestellt. 1989 gründete sie das Wiener Institut für ökologische Wirtschaftsforschung. 1999 erhielt sie die Dozentur für Umweltökonomie und -management an der Universität für Bodenkultur in Wien. Von 2011 bis 2020 leitete sie die Begutachtung von Nachhaltigkeitsberichten und Zertifizierung von Umweltmanagementsystemen für die Ernst & Young Wirtschaftsprüfungs GmbH, Climate Change and Sustainability Services, Wien. Seit März 2021 ist Christine Jasch Obfrau des Saatgut-Bewahungsvereins Arche Noah, Gesellschaft für die Erhaltung der Kulturpflanzenvielfalt und ihre Entwicklung.

## Forschung und Lehre
Schwerpunkt von Christine Jasch ist die Verknüpfung von ökologischen Themenstellungen mit betriebswirtschaftlichen Instrumenten, z. B. bei der Umweltkostenrechnung und Nachhaltigkeitsberichterstattung. Über das Institut für ökologische Wirtschaftsforschung (IÖW) führte sie wissenschaftliche Arbeiten einerseits im Grundlagenbereich, andererseits für die praxisbezogene Anwendung durch. Dabei erstellt sie unter anderem Leitfäden für die Umsetzung des betrieblichen Umweltmanagements.
Die Schwerpunkte ihrer Arbeit liegen in den Themenbereichen:

Umweltinformations- und Umweltcontrollingsysteme, Umweltmanagementsysteme und Ökoaudits, Umweltkennzahlen und Benchmarking, Nachhaltigkeitsberichte und Begutachtung, Ethisches Investment, Internationale Normung im Umweltmanagement, Emissionsvermeidung und saubere Produktion, Ecoservices, Umweltabgaben, Umweltrechnungswesen und Umweltkostenrechnung sowie Materialstromkostenrechnung.
Für das Umweltministerium verhandelte sie seit 1993 als Delegierte die Normen ISO 14001 Umweltmanagementsysteme, ISO 14031 Umweltleistungsbewertung und ISO 14051 Materialflusskostenrechnung.
Im Jahr 2000 gründete sie über den Nachhaltigkeitsausschuss der Kammer der Wirtschaftstreuhänder, welchen sie leitet, den Austrian Sustainability Reporting Award (ASRA), der jährlich von der Kammer der Wirtschaftstreuhänder mit mehreren Kooperationspartnern für die besten österreichischen Umwelt- und Nachhaltigkeitsberichte vergeben wird.
Für die Vereinten Nationen erstellte sie 2001 ein Handbuch zur Umweltkostenrechnung, welchem eine IFAC Leitlinie folgte. Das Konzept der Materialstrombilanzierung abgeleitet aus den Informationssystemen des Rechnungswesens wurde für die UNIDO weiterentwickelt. In den UNIDO-Projekten wird die Materialstromkostenrechnung in Verbindung mit dem Aufbau eines Umweltmanagementsystems verwendet, um die Vorteilhaftigkeit sauberer integrierter Technologien darstellen zu können.
Seit 1993 ist sie Mitglied im Anlagenausschuss von Ökovision, dem ältesten Umweltfonds Deutschlands. Sie war ebenfalls in anderen Ausschüssen zu ethischem Investment tätig.
Lehrverpflichtungen bestehen oder bestanden mit der Universität für Bodenkultur, der Universität Klagenfurt, der Johannes-Kepler-Universität Linz, der Fachhochschule Wiener Neustadt, der Fachhochschule Kufstein, Fachhochschule Technikum Wien sowie der Universität Krems und der Fachhochschule Krems.

## Publikationen
- UNIDO: TEST approach, Journal of Cleaner Production, Volume 108, Part B, 1. Dezember 2015, S. 1375–1377.
- CSR und Berichterstattung. In: Andreas Schneider, René Schmidpeter (Hrsg.): Corporate Social Responsibility – Standardwerk für verantwortungsvolle Unternehmensführung in Theorie und Praxis. Springer, 2011.
- Environmental and Material Flow Cost Accounting: Principles and Procedures. Springer, 2009, ISBN 978-1-4020-9027-1.
- IÖW (Hrsg.): Leitlinie zu wesentlichen nichtfinanziellen Leistungsindikatoren, insbesondere zu Umwelt- und ArbeitnehmerInnenbelangen, im Lagebericht. Wien 2008.
- Environmental Management Accounting, Procedures and Principles. United Nations Division for sustainable Development, Department of Economic and Social Affairs (United Nations publication, Sales No. 01.II.A.3).
- Umweltrechnungswesen – Grundsätze und Vorgehensweise. Erarbeitet für die UN Division for Sustainable Development, Expertengruppe zu “Improving the Role of Government in the Promotion of Environmental Managerial Accounting”, Im Auftrag vom Bundesministerium für Verkehr, Innovation und Technologie, dem Bundesministerium für Land- und Forstwirtschaft, Umwelt und Wasserwirtschaft und der Bundeswirtschaftskammer, Wien 2001.
- Mit M. Halme und M. Scharp: Sustainable Homeservices? Toward Household Services that Enhance Ecological, Social and Economic Sustainability. In: Journal of Ecological Economics, 2004; 51:125 – 138
- Mit D. Savage: Environmental Management Accounting, International Guidance document. IFAC, New York 2005.
- How to perform an environmental cost assessment in one day. In: Journal of Cleaner Production, Volume 14, Nummer 14, 2006.
- Mit M. Halme, G. Hrauda, J. Kortmann, H. Jonuschat, M. Scharp, D. Velte, P. Trindada: Sustainable consumer services: Business solutions for household markets. London 2008.
- Mit D. Savage: International Guidance Document on environmental management accounting (EMA). IFAC, New York 2005.
- Mit D. Savage: Internationale Leitlinie Umweltkostenrechnung. IFAC, deutsche Übersetzung im Auftrag vom Bundesministerium für Verkehr, Innovation und Technologie, erschienen in den Berichten aus Energie- und Umweltforschung des BM VIT 44/2005
- Mit S. Schaltegger, M. Bennett, R. L. Burritt: Environmental Management Accounting for Cleaner Production. Springer 2008, ISBN 978-1-4020-8913-8.
- Mit S. Behrendt, M. C. Peneda, H. van Weenen: Life Cycle Design A Manual for Small and Medium-Sized Enterprises. Springer 1997, ISBN 978-3-642-64551-8.
- Environmental Management Accounting: Comparing and Linking Requirements at Micro and Macro Levels – A Practitioner’s View. In: Environmental Management Accounting and Supply Chain Management, Springer 2011.

Darüber hinaus hat Christine Jasch weitere Bücher, Fachartikel und Studien in Fachzeitschriften, Sammelbänden oder als Auftragsarbeiten für Ministerien und die EU veröffentlicht.